# Blandine Brocard
Pour les articles homonymes, voir Brocard.
Blandine Brocard, née le 3 novembre 1981 à Strasbourg (Bas-Rhin), est une juriste et femme politique française.
Conseillère municipale de Saint-Germain-au-Mont-d'Or de 2014 à 2020, elle rejoint La République en marche puis est élue députée dans la cinquième circonscription du Rhône lors des élections législatives de 2017 puis réélue lors des élections législatives de 2022 et des élections législatives de 2024.

## Biographie

### Situation personnelle
Blandine Brocard travaille comme juriste pour l'Association des maires ruraux de France pendant sept ans,. Elle est mariée et mère de trois enfants.

### Parcours politique
Blandine Brocard est adjointe au maire de Saint-Germain-au-Mont-d'Or, déléguée aux sports, associations et loisirs depuis 2014 jusqu'au 17 juillet 2017, date à laquelle elle démissionne conformément à la loi sur le cumul de mandat. Elle reste toutefois conseillère municipale. 
Elle remporte les élections législatives de 2017 dans la cinquième circonscription du Rhône avec 58,19 % des voix contre 41,81 % pour le député sortant Les Républicains, Philippe Cochet,, avec 60,25 % des voix au second tour. Pour Rue89 Lyon, sa victoire est « une des grosses surprises difficilement prévisibles à la veille du premier tour des législatives ».
À l'Assemblée nationale, elle siège au sein du groupe La République en marche et est membre de la commission des Affaires sociales.
Lors des élections municipales de 2020 à Lyon, elle apporte son soutien à Gérard Collomb.
En septembre 2020, elle quitte le groupe La République en marche et devient apparentée au groupe MoDem,.
Favorite de l'élection, elle est réélue pour un second mandat de députée en 2022 avec 67,32 % des voix contre 32,68 % pour le candidat de la NUPES. Elle fait partie des 25 députés les mieux élus en pourcentage de voix des inscrits dans une circonscription marquée à droite.
Le 7 juillet 2024, elle est réélue pour un 3ème mandat dans la 5e circonscription du Rhône avec 45,66 % des voix à la suite d'une triangulaire avec une candidate RN et un candidat PS (NFP).

## Controverses et prises de position

### Inactivité parlementaire
En septembre 2017, son absence sur le terrain de sa circonscription (pas de collaborateur, pas de permanence), sa non apparition à l'Assemblée nationale ainsi que son absence de réponse aux messages envoyés par ses électeurs sont critiquées, premièrement par le magazine Lyon Mag, puis repris par la presse nationale. Un militant marcheur anonyme a ainsi écrit sur Lyon Mag, : « Personne n'a vu Blandine [Brocard] depuis trois mois ; elle ne répond pas aux mails, elle n'a ni collaborateur ni permanence sur le terrain ».
Entre son élection en juin et septembre 2017, Blandine Brocard ne se serait rendue que quatre fois à l'hémicycle. Dans une réponse rédigée sur sa page Facebook, elle explique que « beaucoup de choses sont en préparation » et qu'elle y travaille « avec [s]on équipe ». Elle ajoute que « quand il faudra mordre, [elle] mordra ».

### Moratoire contre l'extension des obligations vaccinales
En octobre 2017, elle prend part à une conférence de presse avec Laurence Cohen (Parti communiste français) et Michèle Rivasi (Europe Écologie Les Verts) pour réclamer un moratoire avant d'étendre les obligations vaccinales pour les jeunes enfants, comme prévu par le gouvernement. Cette initiative est mise en cause par Richard Ferrand, président du groupe La République en marche.

### Opposition à la PMA pour toutes les femmes
Alors que la PMA pour toutes est proposée par son parti, Blandine Brocard s'y oppose, estimant qu'il n'est pas opportun de proposer « un environnement familial qui ne prend pas en compte la figure paternelle » et saluant ceux qui « ont le courage de douter ». En juillet 2020, son amendement qui prévoit la remise aux candidats des « conclusions des dernières études » sur « les désordres médicaux engendrés » par la PMA, est adopté grâce aux voix du groupe Les Républicains.

## Détail des mandats et fonctions
- Conseillère municipale de Saint-Germain-au-Mont-d'Or (2014-2020) ;
- Adjointe au maire de Saint-Germain-au-Mont-d'Or (2014-2017) ;
- Députée, élue dans la cinquième circonscription du Rhône (depuis 2017).